# Bakovský potok
Bakovský potok är ett vattendrag i Tjeckien. Det ligger i den centrala delen av landet, 24 km norr om huvudstaden Prag.